# Йозге Яъз
Йозге Яъз (на турски: Özge Yağız) е турска актриса.

## Биография
Йозге Яъз е родена на 26 септември 1997 г. в Истанбул. Следва специалност комуникационни науки в Башкетския университет. Започва актьорската си кариера през 2017 г. Прави своя дебют в сериала „Назови ме по име“ като играе в ролята на Зелиха. През 2019 г. участва в сериала „Обещание“ в ролята на Рейхан като това е първата ѝ главна роля. През 2020 г. участва в сериала „Моята лява страна“ в който играе ролята на Сера. В този сериал участват и Толга Менди, Джемре Байсел, Джансел Елчин и други.

## Филмография
| Телевизия   | Телевизия          | Телевизия       | Телевизия          |
| Година      | Заглавие           | Роля            | Бележки            |
| ----------- | ------------------ | --------------- | ------------------ |
| 2018        | Назови ме по име   | Зелиха          | Второстепена роля  |
| 2019 – 2020 | Обещание           | Рейхан Тархун   | Главна роля        |
| 2020 – 2021 | Лявата ми половина | Сера Йълдъръм   | Главна роля        |
| 2022        | Баща               | Бюшра Саруханлъ | Второстепенна роля |
| 2023 – 2024 | Сапфир             | Ферайе Йълмаз   | Главна роля        |